# Antonio Pangallo
Antonio Pangallo (* 4. Februar 1990 in Ulm) ist ein deutsch-italienischer Fußballspieler, der seit der Saison 2017/18 beim bayerischen Regionalligisten FV Illertissen unter Vertrag steht.

## Karriere

### Vereine
Pangallo begann als Kind in der Jugend des Ulmer Stadtteilvereins TV Wiblingen mit dem Fußballspielen. 2000 wechselte er im Alter von zehn Jahren in die Jugendabteilung des SSV Ulm 1846 und durchlief dort diverse Nachwuchsmannschaften.
Zur Saison 2008/09 stieß er zur in der Regionalliga Süd spielenden 1. Mannschaft der Spatzen. Er debütierte am 15. August 2008 (1. Spieltag) beim 2:1-Auswärtserfolg über den SSV Reutlingen, als er in der 88. Minute für Burak Tastan eingewechselt wurde. In der zweieinhalb Jahre währenden Vereinszugehörigkeit entwickelte er sich zu einem wichtigen Spieler innerhalb der Mannschaft und bestritt 54 Regionalligaspiele für den SSV Ulm. 
Im Dezember 2010 absolvierte Pangallo ein Probetraining beim FC Bayern München und konnte dort überzeugen. Nach dem Insolvenzantrag der Ulmer Anfang 2011 und der Bekanntgabe, dass der Verein gemäß DFB-Statuten am Saisonende zwangsabsteigen muss, wechselte Pangallo in der Winterpause der Saison 2010/11 zum Drittligisten FC Bayern München II. Um dem SSV Ulm finanziell unter die Arme zu greifen, zahlte der FC Bayern München eine freiwillige Ablösesumme für ihn. Sein erstes Spiel in einer Profiliga bestritt er am 22. Januar 2011 (20. Spieltag) bei der 0:2-Niederlage im Auswärtsspiel gegen Wacker Burghausen; nach 18 Ligaeinsätzen für die Bayern erfolgte der Abstieg in die Regionalliga Süd, die nach der Regionalligareform 2012 die Bezeichnung Regionalliga Bayern erhielt. Am 13. Oktober 2012 (17. Spieltag) beim 2:0-Sieg im Auswärtsspiel gegen den TSV 1896 Rain erzielte er  mit dem 1:0 in der 24. Minute sein erstes Ligator im Seniorenbereich. Zum Saisonende 2012/13 verließ er den FC Bayern München und wechselte zum Ligakonkurrenten FC Augsburg II.
Zur Winterpause der Saison 2014/2015 schloss er sich erneut dem SSV Ulm 1846 an, für den er bis Saisonende 2016/17 in der Oberliga Baden-Württemberg spielte. Zur Saison 2017/18 verpflichtete ihn der bayerische Regionalligist FV Illertissen.

### Nationalmannschaft
Im November 2010 wurde Pangallo zu einem Sichtungslehrgang der deutschen U-21-Nationalmannschaft in Frankfurt eingeladen.